# Peptide natriuretico atriale
Il Peptide natriuretico atriale (ANP) è un ormone di origine peptidica prodotto da cellule specializzate del miocardio. È conosciuto anche come fattore natriuretico atriale (ANF), ormone natriuretico atriale (ANH) e atriopeptina.
L'ANP è coinvolto nel controllo omeostatico di acqua, sodio, potassio e grasso presenti nell'organismo. Viene rilasciato in seguito ad un eccessivo aumento del volume ematico (alta pressione sanguigna) da particolari miociti, nell'auricola destra del cuore. L'ANP agisce a livello dei reni, per ridurre l'acqua, il sodio e i carichi adiposi nel sistema circolatorio, abbassando per questo la pressione sanguigna.

## Struttura
L'ANP è un peptide formato da 28 amminoacidi, con un anello composto da 17 di essi al centro della molecola. L'anello è formato da un ponte disolfuro tra due residui di cisteina alle posizioni 7 e 23. L'ANP è strettamente correlata al BNP (peptide natriuretico cerebrale) e al CNP (peptide natriuretico C), che hanno tutti in comune lo stesso anello di amminoacidi.

## Scoperta
L'ANP fu scoperto nel 1981 da un gruppo di esperti a Kingston, in Canada, condotto da Adolfo J. de Bold, dopo aver notato che l'iniezione di estratti di tessuto atriale (ma non ventricolare) in topi da esperimento causava abbondante natriuresi (rilascio di sodio nell'urina).

## Produzione
L'ANP viene prodotto, immagazzinato e rilasciato dai miociti cardiaci degli atri del cuore. Queste cellule rispondono ad uno sforzo atriale e ad una gran quantità di altri segnali indotti dall'ipervolemia, dall'esercizio o dalla limitazione calorica. L'ormone è espresso nel ventricolo in risposta allo stress indotto dall'innalzamento della contrazione sistolica (per esempio una pressione ventricolare maggiore dovuta a stenosi aortica) o a una lesione (ad esempio l'infarto del miocardio).
L'ANP viene secreto in risposta a:
- Distensione atriale, rilassamento delle pareti vascolari
- Stimolazione del sistema nervoso simpatico dei β-adrenorecettori
- Angiotensina II
- Endotelina, un potente vasocostrittore

Gli atri vengono distesi dall'alto volume di sangue e fluido extracellulare e dalla fibrillazione atriale. In special modo, la secrezione aumenta in risposta dell'immersione del corpo in acqua, che causa distensione atriale dovuta ad una distribuzione alterata del fluido intravascolare. È stata dimostrata la secrezione di ANP in risposta all'esercizio fisico nei cavalli.

## Recettori

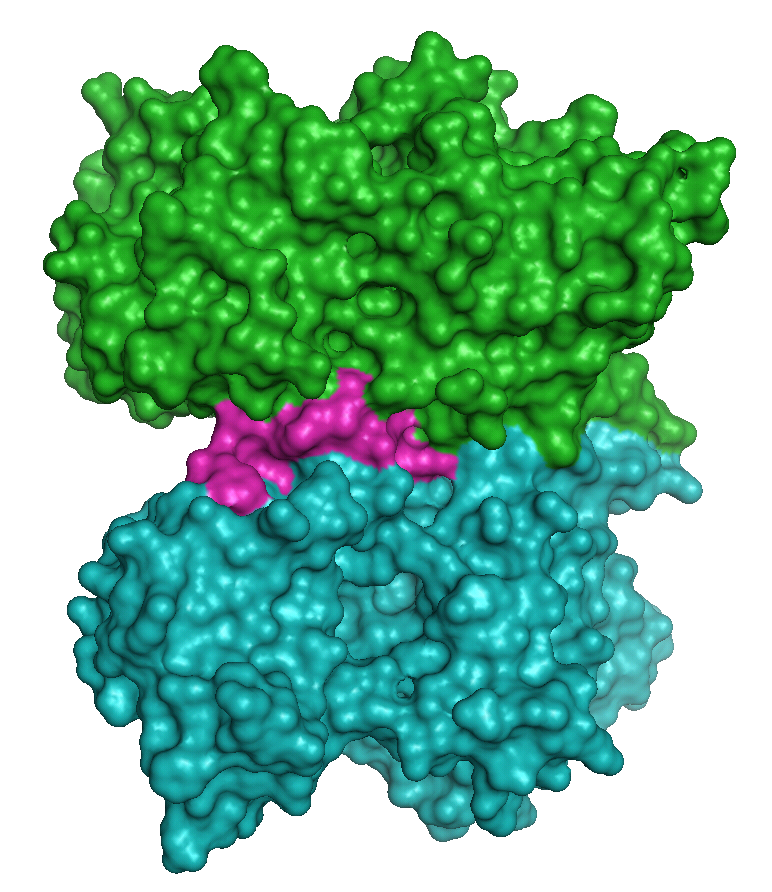
Recettore ANP_{C} legato ad una molecola di ANP

Finora sono stati identificati tre recettori di membrana su cui agisce l'ANP. Essi sono chiamati ANPA, ANPB e ANPc. I recettori ANPA e ANPB hanno un'attività di guanilato ciclasi e mediano gli effetti biologici producendo GMP ciclico. Il recettore ANPC funziona principalmente come un recettore di pulizia, legando e allontanando l'ANP dalla circolazione sanguigna. Tutti i peptidi natriuretici sono legati dal recettore ANPC. Il peptide natriuretico atriale e il peptide natriuretico cerebrale agiscono attraverso il recettore ANPA e i peptide natriuretico di tipo C attraverso il recettore ANPB

## Effetti fisiologici
L'ANP si lega a una serie specifica di recettori: il legame con i recettori causa una riduzione nel volume sanguigno e perciò una riduzione della pressione sanguigna sistemica. Viene incrementata la lipolisi ed è diminuito il riassorbimento di sodio dei reni. L'effetto complessivo dell'ANP sul corpo è di contrastare l'aumento di pressione e volume sanguigni causati dal sistema renina-angiotensina-aldosterone.

### Renali
- Dilata l'arteriola glomerulare afferente, contrae l'arteriola glomerulare efferente, e rilassa le cellule mesangiali. Questo aumenta la pressione nei capillari glomerulari, incrementando perciò la velocità di filtrazione glomerulare (VFG), risultando in una maggiore escrezione di sodio e acqua.
- Diminuisce il riassorbimento di sodio nel tubulo distale contorto e del dotto collettore corticale del nefrone attraverso la fosforilazione cGMP-dipendente del canale epiteliale del sodio.
- Inibisce la secrezione di renina, inibendo perciò il sistema renina-angiotensina.
- Riduce la secrezione di aldosterone da parte della corteccia surrenale.

### Vascolari
Rilassa il tessuto liscio vascolare delle arteriole e delle venule attraverso:
- Aumento della cGMP del muscolo liscio vascolare mediato da recettori di membrana
- Inibizione degli effetti delle catecolamine

### Cardiaci
- Inibisce l'ipertrofia cardiaca maladattiva.
- Topi carenti di recettore natriuretico di tipo A (NPRA) vanno incontro ad un aumento della massa cardiaca e sviluppano gravi fibrosi e muoiono improvvisamente.[4]

Recentemente sono stati valutati il MR-proANP e l'MR-proADM per la stratificazione del rischio di eventi cardiovascolari nell'infarto miocardico acuto

### Tessuto adiposo
- Aumenta il rilascio di acidi grassi dal tessuto adiposo . Le concentrazioni plasmatiche di glicerolo e di acidi grassi non stearici sono aumentati dall'infusione per via endovenosa di ANP negli umani.
- Attiva i recettori natriuretici di tipo A (NPR-A) nella membrana degli adipociti.
- Aumenta i livelli intracellulari di cGMP che inducono la fosforilazione della lipasi ormone sensitiva e della perilipina A attraverso l'attivazione di una chinasi-1 di proteina cGMP dipendente.
- Non regola la produzione di cAMP o l'attività della PKA

## Degradazione
La regolazione degli effetti dell'ANP si raggiunge attraverso la degradazione graduale del peptide da parte dell'enzima endopeptidasi neutrale (neprilisina - NEP). Recentemente sono stati sviluppati dei NEP-inibitori, ma non sono stati ancora autorizzati. Potrebbero essere clinicamente utili nella cura dello scompenso cardiaco congestizio.

## Altri fattori natriuretici
Oltre ai peptidi natriuretici dei mammiferi (ANP, BNP, CNP), ne sono stati isolati altri due. Tervonen nel 1988 descrisse un peptide natriuretico dei salmoni, chiamato peptide cardiaco del salmone, con struttura e proprietà simili.  È stato scoperto anche il peptide natriuretico Dendroaspis (DNP), presente nel veleno del mamba verde (D. angusticeps).

## Uso diagnostico
Utilizzata insieme ad altre informazioni cliniche, la misurazione del peptide natriuretico di tipo B (BNP) può aiutare a determinare se la dispnea di un paziente sia causata da scompenso cardiaco congestizio (globale) o da un problema respiratorio. Solo nel primo caso i livelli di BNP saranno elevati. Questa valutazione è molto utile per l'analisi diagnostica dettagliata di pazienti che si presentino al Dipartimento d'Emergenza e Accettazione (DEA) con dispnea acuta.

## Controllo farmacologico
L'endopeptidasi neutrale (NEP) è l'enzima che metabolizza i peptidi natriuretici. Sono stati sintetizzati diversi inibitori della NEP per trattare disturbi che vanno dall'ipertensione all'infarto. La maggior parte di essi sono inibitori duali. L'Omopatrilat (inibitore duale della NEP e dell'enzima convertitore dell'angiotensina) sviluppato dalla Bristol-Myers Squibb non ha ricevuto l'approvazione della Food and Drug Administration (FDA) statunitense a causa delle preoccupazioni per la sicurezza da angioedema. Altri ACE-inibitori duali / recettori dell'angiotensina sono in fase di sviluppo da parte di alcune industrie farmaceutiche.